# Lucía Lapiedra
Miriam Sánchez Cámara, también conocida por su nombre artístico Lucía Lapiedra (Madrid, 31 de enero de 1981), es una ex actriz pornográfica y colaboradora de televisión española.

## Biografía
Míriam Sánchez Cámara estudió en los colegios madrileños Obispo Perelló, Corazón de María y Mater Inmaculata. De joven sus padres se separaron, por lo que se crio con su padre, su madrastra y su hermano.[cita requerida]
En 2004, tras dos años estudiando Ingeniería Informática en la Universidad Pontificia de Salamanca, dejó la carrera cuando conoció al director de cine Ramiro Lapiedra, quien comenzó con ella una relación sentimental y la invitó a introducirse en el cine porno español. Ramiro comenzó a ser su representante y le proporcionó su apellido artístico, "Lapiedra". A principios de 2005 comenzó a aparecer en el programa Crónicas marcianas (Telecinco), donde se desnudaba en las calles de Barcelona para ver la reacción de la gente.[cita requerida] A pesar de declararse actriz porno por aquel entonces, no existían películas suyas a la venta. Meses después realizó una aparición en Torrente 3, adquiriendo aún más fama mediática y, según ella misma, compaginando su trabajo en la industria pornográfica española y frecuentes apariciones en discotecas.
No fue hasta la segunda mitad de 2005 cuando realmente comenzó a aparecer en un escaso número de películas pornográficas, en su inmensa mayoría dirigidas por los hermanos Lapiedra, con excepción de dos escenas rodadas para la productora del actor y director porno Nacho Vidal (a principios de 2006). En la primera de las escenas que rodó para él aparece practicando sexo con una mujer enmascarada. Cuando la película se lanzó al mercado en febrero de 2006, Lucía Lapiedra declaró que la mujer era una famosa personalidad española que aparecía a menudo en programas del corazón; en realidad era una actriz porno brasileña llamada Morgana.
En el verano de 2006, tras acabar la relación que mantenía con Ramiro Lapiedra, comenzó a trabajar como colaboradora y directora ejecutiva en el programa TNT (Telecinco), e inició una nueva relación sentimental con el periodista deportivo Pipi Estrada, al tiempo que dio por finalizado su trabajo como actriz porno. A partir de ese momento comenzó a crecer su fama de forma espectacular, cambió su nombre artístico por el de Míriam Sánchez y comenzó a frecuentar programas del corazón de Telecinco, en los que acusaba a Ramiro Lapiedra de maltrato físico y psicológico, los cuales fueron negados por este.[cita requerida] También en 2006 participa en la película Isi & Disi, alto voltaje con un cameo, interpretándose a sí misma. Ese mismo año trabajó en el consultorio sexual de la revista FHM. Retirada de la industria pornográfica, afirmó tener intenciones de introducirse en la industria del cine convencional, y superó su adicción a la cocaína, de la que afirmó haberse recuperado completamente gracias a la ayuda de Pipi Estrada, cuyo nombre se tatuó en el antebrazo. El 11 de julio de 2007 nació su hija Míriam.[cita requerida]
A principios de 2008, decidió participar en Supervivientes (Telecinco), con la intención de darse a conocer como realmente es, distanciándose así de su antigua imagen de actriz porno. Durante su estancia en el concurso, exactamente el 31 de enero de 2008, Pipi Estrada le pidió matrimonio en directo durante una transmisión de un partido entre España y Honduras. El 27 de marzo de 2008 el concurso finalizó y Míriam Sánchez fue la ganadora al ser la concursante más votada por la audiencia: ganó 200 000 € y un automóvil. A mediados de 2008 entró a trabajar en la webserie Becarios (Telecinco), donde interpretó el papel de una jefa autoritaria. A finales de ese mismo año comenzó a trabajar como "asesora del amor" en el programa Mujeres y hombres y viceversa (Telecinco) junto a su pareja, Pipi.
En 2009 empezó a colaborar en El Programa de Ana Rosa (Telecinco) y en De buena ley (Telecinco). A finales del mes de junio de ese mismo año rompió con su pareja y se marchó del domicilio donde vivían, volviendo a casa de su padre. Unos meses más tarde, a principios del 2010, confirmaron en el programa donde ambos colaboran que había reconciliación y volvían a estar juntos.
Desde enero de 2011 y hasta su cancelación unos pocos meses después, colaboró también en el programa Enemigos íntimos (Telecinco), así como en el debate de las nuevas ediciones de Supervivientes. El 11 de enero de 2013, se sienta en Salvame Deluxe para hablar de su ruptura con Pipi Estrada. En la actualidad tiene una relación con Cristo Vivanco, bailarín del grupo Los Vivancos.
A principios de 2017 vende sus implantes mamarios a través de Twitter por problemas de salud y para romper definitivamente con su pasado en el cine erótico. Desde entonces se ha volcado en su carrera como actriz convencional, actuando en obras de teatro como Love is in the air o películas como Cosmética Terror.

## Filmografía

### Películas
| Películas | Películas                | Películas      | Películas        |
| Año       | Título                   | Personaje      | Notas            |
| --------- | ------------------------ | -------------- | ---------------- |
| 1999      | Night Train              | Hooker         | Papel secundario |
| 2005      | Torrente 3: El protector | Show Girl      | Papel secundario |
| 2006      | Isi & Disi, alto voltaje | Lucía Lapiedra | Papel secundario |
| 2017      | Cosmética Terror         | Hada Madrina   | Papel principal  |

### Películas para adultos
| Películas | Películas                                              | Películas       | Películas        |
| Año       | Título                                                 | Personaje       | Notas            |
| --------- | ------------------------------------------------------ | --------------- | ---------------- |
| 2005      | La santidad del mal                                    | Ramiro Lapiedra | Protagonista     |
| 2006      | Obsesión                                               | Ramiro Lapiedra | Protagonista     |
| 2006      | La venganza de las ninfas                              | Ramiro Lapiedra | Protagonista     |
| 2006      | Depravada                                              | Ramiro Lapiedra | Protagonista     |
| 2006      | Nacho Rides Again                                      | Nacho Vidal     | Protagonista     |
| 2006      | Posesión                                               | Ramiro Lapiedra | Protagonista     |
| 2006      | Let Me Breathe                                         | Nacho Vidal     | Protagonista     |
| 2010      | Irene López Miss Ourense en el desmadre de los famosos | Max Cortés      | Papel secundario |

### Series de televisión
| Series de televisión | Series de televisión | Series de televisión | Series de televisión |
| Año                  | Título               | Personaje            | Notas                |
| -------------------- | -------------------- | -------------------- | -------------------- |
| 2008 – 2010          | Becarios             | Míriam "Jefa cruel"  | 13 episodios         |
| 2012                 | La que se avecina    | Míriam Sánchez       | 1 episodio           |

### Programas de televisión
| Programas de televisión | Programas de televisión       | Programas de televisión | Programas de televisión  |
| Año                     | Título                        | Cadena                  | Notas                    |
| ----------------------- | ----------------------------- | ----------------------- | ------------------------ |
| 2005                    | Crónicas marcianas            | Telecinco               | Reportera                |
| 2006 – 2007             | TNT                           | Telecinco               | Colaboradora             |
| 2008                    | Supervivientes                | Telecinco               | Concursante Ganadora     |
| 2008 – 2013             | Mujeres y hombres y viceversa | Telecinco               | Asesora del amor         |
| 2009 – 2010             | El Programa de Ana Rosa       | Telecinco               | Colaboradora             |
| 2009 – 2013             | De buena ley                  | Telecinco               | Colaboradora             |
| 2010 – 2011             | Enemigos íntimos              | Telecinco               | Colaboradora             |
| 2011 – 2013             | Sálvame                       | Telecinco               | Colaboradora             |
| 2011 – 2015             | Supervivientes: El Debate     | Telecinco               | Colaboradora             |
| 2014                    | ¡Mira quién salta!            | Telecinco               | Concursante 3ª eliminada |
| 2015                    | Cazamariposas                 | Divinity                | Colaboradora             |
| 2022                    | Deluxe                        | Telecinco               | Invitada                 |